# 盖瑞·摩尔
羅伯特·威廉·蓋瑞·摩爾（英語：Robert William Gary Moore，1952年4月4日—2011年2月6日）是一名北愛爾蘭音樂家。在他的職業生涯中，他曾在多個團體中演出，並演奏過一系列音樂，包括藍調、藍調搖滾、硬式搖滾、重金屬和融合爵士樂。
受彼得·格林和埃里克·克莱普顿的影響，摩爾在1960年代末加入史奇洛樂隊開始自己的職業生涯，並與史奇洛樂隊一起發行了兩張專輯。離開史奇洛樂隊後，摩爾加入瘦李奇合唱團，樂隊成員包括他的前史奇洛樂隊成員和經常合作的菲爾·利諾特。1970年代，摩爾開始自己的單飛生涯，並憑藉1979年發行的《Parisienne Walkways》獲得巨大成功，這首歌也被認為是他的代表作。1980年代，摩爾轉型為硬式搖滾和重金屬樂隊，並在國際上取得不同程度的成功。1990年，他回歸本源並發行《Still Got the Blues》，這張專輯成為他職業生涯中最成功的專輯。摩爾在後來的音樂生涯中不斷推出新歌，並不時與其他藝術家合作。2011年2月6日，摩爾在西班牙度假時因心臟病突發去世，享年58歲。
摩爾經常被形容為技藝高超的吉他手，並被許多其他吉他手引為楷模。在《Total Guitar》和《Louder》分別選出的最偉大吉他手名單中，他都被評為最偉大的吉他手之一。愛爾蘭歌手兼作曲家鮑勃·格爾多夫說：「毫無疑問，（摩爾）是最偉大的愛爾蘭藍調吉他手之一。」在其職業生涯的大部分時間裡，摩爾都與格林那把著名的1959年吉布森Les Paul吉他有著密切關聯。後來，吉普森和芬達也為他製作了多把簽名吉他。